# Leucothoe hyhelia
Leucothoe hyhelia är en kräftdjursart som beskrevs av J. L. Barnard 1965. Leucothoe hyhelia ingår i släktet Leucothoe och familjen Leucothoidae. Inga underarter finns listade i Catalogue of Life.